# Dreft

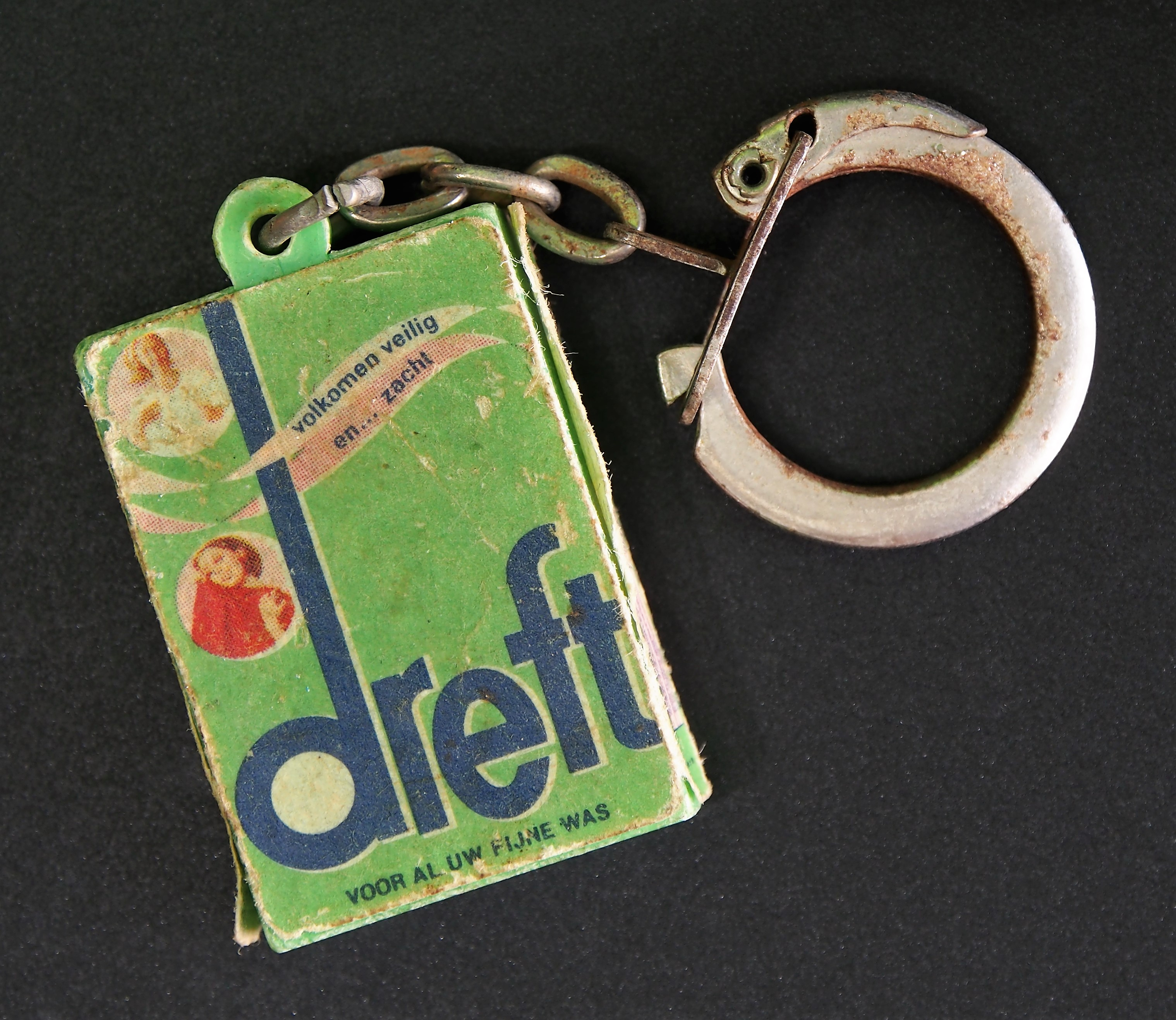
Dreft-reclamesleutelhanger

Dreft is een merk voor diverse schoonmaakmiddelen van Procter & Gamble. Dreft wordt verkocht in onder andere de Verenigde Staten, Canada en Europa. Het vaatwasmiddelgamma wordt ook verkocht onder de merknamen Dawn en Fairy (Groot-Brittannië). Naast Dreft produceert Procter & Gamble de wasmiddelmerken Ariel en Dash.
Dreft-wasmiddel werd voor het eerst geproduceerd in 1933. Als afwasmiddel werd het merk geïntroduceerd in 1947. In 1957 kwam Dreft als wasmiddel op de Nederlandse markt, in 1968 volgde Dreft-afwasmiddel en in 1992 Ultra Dreft-vaatwasmiddel.
Een klassieke reclamespot voor het afwasmiddel maakte de vergelijking tussen afwasmiddel 'X' en Dreft, waarbij twee huisvrouwen in een supermarkt de afwas deden met een zelfde hoeveelheid afwasmiddel en testten welk middel het langst meeging.